# Hampel Fine Art Auctions
Hampel Fine Art Auctions GmbH & Co. KG ist ein Kunstauktionshaus in München. Das Auktionshaus ist spezialisiert auf Alte-Meister-Gemälde und Gemälde des 19. Jahrhunderts. Darüber hinaus liegt der Fokus auf der Versteigerung von Werken der Klassischen Moderne, des Impressionismus und zeitgenössischer Kunst, sowie Möbel klassischer Epochen (Barock, Louis XIV, Louis XV, Louis XVI, Empire), Skulpturen, Antiken und Kunsthandwerk.

## Geschichte
Im Jahr 1989 gründete der bislang als Kunstvermittler tätige Holger Hampel (1945–2025) das Auktionshaus Hampel Kunstauktionen in der Prinzregentenstraße in München-Bogenhausen.
1999 zog das Kunstauktionshaus in die 1912 erbaute Villa Hampel in der Schellingstraße  in der Münchener Maxvorstadt, dem vormaligen Verbindungshaus der KDStV Aenania München. Daneben unterhält das Unternehmen Repräsentanzen in Frankreich und Italien.
Besonders erfolgreiche Auktionen konnte Hampel Fine Art Auctions im September 2005 mit der Versteigerung der Sammlung Hans-Georg Karg mit Gemälden von Max Liebermann und im Dezember 2007 mit einer bedeutenden Münchner Kunstsammlung mit Gemälden von Jan Brueghel dem Jüngeren und Jan Brueghel dem Älteren, David Teniers dem Jüngeren oder Gillis van Coninxloo u. a. erzielen. Internationale Aufmerksamkeit erhielt das Kunstauktionshaus 2008 durch die Versteigerung von Gemälden des japanischen Modeschöpfers Kenzō Takada sowie die Versteigerung der Sammlung Carl Laszlo im Jahr 2017.
Im Jahr 2012 wurde das Unternehmen zur GmbH & Co. KG umgewandelt. Neben Firmengründer Holger Hampel wurde der langjährige Kunstauktionator Vitus Graupner Geschäftsführer und Firmenmitinhaber.
Mit Nachlass-Auktionen des Münchener Gastronom Gerd Käfer sowie der Schauspielerin Ruth Maria Kubitschek, der Versteigerung von Kuriositäten wie Fossilien von Dinosauriern, Meteoriten, NASA-Fotografien und der Spezialauktion Hollywood erweiterte Hampel Fine Art Auctions sein Angebot jenseits der Klassischen Kunst. Mit den Versteigerungen dieser Nachlässe, der Auktion mit Werken des japanischen Modedesigners Kenzō Takada oder der Versteigerung mit Werken von Max Liebermann aus der Sammlung Hans-Georg Karg (ehemals Inhaber der Hertie Waren- und Kaufhauskette) erwarb das Auktionshaus internationales Ansehen.
Im Mai 2025 verstarb der Gründer Holger Hampel.